# Mužla
Mužla (maďarsky Muzsla) je obec na Slovensku v okrese Nové Zámky. Žije v ní přibližně 1 800 obyvatel.

## Historie
Archeologické nálezy v oblasti Čenkova dokumentují, že území obce bylo osídleno již v neolitu. První písemná zmínka o vesnici pochází z roku 1156, kde byla uváděna pod názvem Mosula a náležela pod hradní panství Tekov. Od roku 1257 náležela pod ostřihomské arcibiskupství (nejdříve část a od 15. století celá). Do roku 1918 bylo území obce součástí Uherska. Obec byla sídlem okresního soudu a slúžnovského úřadu (slúžnovský okres) okresu Parkan v župě Esztergom-Ostrihomské do roku 1922. Budova slúžnovského úřadu sloužila do roku 1945 okresnímu soudu a do roku 1960 sloužila jako věznice.
Kvůli první vídeňské arbitráži bylo v letech 1938 až 1945 součástí Maďarska.
V roce 1572 platila daň Turkům ze sedmi port. V roce 1663 ji Turci vypálili. V roce 1715 měla ves 43 domácností a v roce 1720 jich bylo 45. V roce 1787 žilo v 258 domech 1595 obyvatel a v roce 1828 žilo 1946 obyvatel v 298 domech. Hlavní obživou bylo zemědělství a vinohradnictví. V obci byly dva poplužní dvory, začátkem 20. století byl založen lihovar.
Částí obce Mužla je Malá Mužla, o které první písemná zmínka z roku 1459 uvádí, že je vesnicí s arcibiskupským poplužním dvorem. V roce 1572 byla opuštěná a po opětovném zalidnění byla vypálená Turky.

## Přírodní poměry
Obec leží v Podunajské nížině na levém břehu Dunaje, který v těchto místech tvoří státní hranici s Maďarskem. Nadmořská výška území obce leží v rozmezí 108–121 m, střed obce je ve výšce 121 m n. m. Jižní část území obce tvoří údolní naplaveniny Dunaje s rozsáhlými bažinami a lužními lesy. V hlavním korytě Dunaje je Čenkovský ostrov o rozloze asi deseti hektarů. Ostrov je porostlý lužním lesem. Severní odlesněnou část území obce tvoří vyšší terasy, které jsou pokryté spraší a navátými písky. Půdní typy jsou zastoupeny nivnímí, lužními a místy zasolenými půdami, na terasách je převážně černozem. Celková rozloha území obce je 51,9556 km², z toho v roce 2020 připadalo 67 % na zemědělskou půdu. Celkové využití půdy (2020): 55 % orná půda, 2 % vinice,3 % zahrady a ovocné sady, 17 % lesy. V roce 2024 připadalo 3 456,67 ha na zemědělskou půdu, z toho 2 878,34 ha byla orná půda, 123,1 ha vinice, 46,79 ha zahrady a 99,21 ha připadalo na ovocné sady.
Obec sousedí:
|                                          | Belá, Ľubá |                    |
| Šarkan, Gbelce, Búč, Kravany nad Dunajom |            | Kamenný Most, Obid |
|                                          | Maďarsko   |                    |

V katastrálním území obce se nachází přírodní památka Mužlianský potok a chráněný areál Čenkov, který nahradil zrušené národní přírodní rezervace Čenkovská lesostep a Čenkovská step. Kromě nich do území zasahují chráněný areál Jurský Chlm a ptačí oblasti Dolní Pohroní a Dunajské luhy.

## Části obce
Malá Mužla, Čenkov, Jurský Chlm

## Pamětihodnosti
- Římskokatolický kostel Narození Panny Marie z roku 1332, který byl v 18. století přestavěn; konečnou podobu kostel dostal v roce 1817.[4][12]
- Větrná studna, technická památka z období kolem roku 1920. Obnovou prošla v osmdesátých letech 20. století. Větrná studna je kulturní památkou Slovenska.[13]

## Doprava
V obci je stanice na železniční trati Bratislava–Štúrovo. Výpravní budova byla postavena v době uvedení dráhy do provozu v roce 1851. V roce 2017 obnovená a zrekonstruována.
Obcí vede silnice I/63.

## Partnerské obce
- Brusno, Slovensko
- Mogyorósbánya, Maďarsko
- Pilisszentlászló, Maďarsko[4]